# Tomofun
Tomofun（トモファン）は、アメリカ合衆国シアトルに本拠地を置く、ペットテクノロジー会社。
台湾人起業家のビクター・チャンと、トレンドマイクロ創業者のスティーブ・チャンによって創業される。
2016年に米国クラウドファンディングサイト、Indiegogoにて、フラッグシップ商品「Furbo ドッグカメラ」が掲載され、計51万米ドルの資金調達を達成した。
2016年11月より、日本でも通常販売が開始。

## 製品
Furbo ドッグカメラ
Tomofunのフラッグシップ商品である「Furbo ドッグカメラ」は、犬の飼い主が、外出先から犬とコミュニケーションをとる事を可能にする、IoT商品。
商品に搭載されているカメラやマイクと、飼い主のスマートフォンを連携させ、犬の様子をチェックしたり、話しかけたりする事が出来る。またおやつをあげる機能や、犬が吠えた時にスマートフォンに通知される「ワンワン！お知らせ」機能も搭載。
2017年1月24日に、TBSのバラエティ番組、マツコの知らない世界で紹介された。